# Tanystylum californicum
Tanystylum californicum is een zeespin uit de familie Ammotheidae. De soort behoort tot het geslacht Tanystylum. Tanystylum californicum werd in 1939 voor het eerst wetenschappelijk beschreven door Hilton. 